# Schäferberg
Schäferberg – wzgórze we Frankfurcie nad Odrą, w dzielnicy Booßen, tuż przy przecięciu się dróg krajowych B5 (po jej południowej stronie) oraz B112 (po jej wschodniej stronie).
Wysokość wzgórza wynosi 105,6 m.